# Mus oubanguii
Mus oubanguii é uma espécie de roedor da família Muridae.
É endêmica da República Centro-Africana, onde pode ser encontrada ao norte do rio Oubangui.
Os seus habitats naturais são: savanas áridas.